# 生理的ケトーシス
生理的ケトーシス（せいりてきケトーシス、英: Exogenous ketone）とは 、ケトン体（3-ヒドロキシ酪酸）が生理的な条件において増加することである。絶食や運動をおこなったとき、またケトン食や糖質制限食を摂取したときである。ケトン体は様々な健康効果を示すことが知られている。
1.脂肪燃焼と肥満抑制
2.抗炎症作用
3.アンチエイジング効果（線虫での結果）
などである。また20％から40％のカロリー制限や食事の間隔を12時間以上にしただけで、わずかにケトン体濃度が増加することが知られているが、これらの健康効果は生理的ケトーシスが一部関与しているようである。ケトン体の効果を期待して、意図的にケトン体を増加させるという立場の人々も増えている。このような人々は日常的に生理的ケトーシスを誘導することを目指している。また妊娠中の胎児においては、胎盤において３ｍM程度のあるのに対して、成人の通常のケトン体濃度は0.1mM程度にすぎない。これは胎児においてはケトン体がブドウ糖とともにエネルギー基質として利用している可能性が高い。

## ケトアシドーシスとの相違
生理的ケトーシスは、I型糖尿病や重症のII型糖尿病の患者に特徴的に現れるケトアシドーシスとは決定的に異なる。なぜなら生理的ケトーシスにおいてはインスリンのシステムが障害されていないからである。これに対してI型糖尿病においてはインスリンの分泌 また重症のII型糖尿病の患者においてはインスリンのシグナル伝達 の不調によりインスリンシステムが崩壊したことの結果としてケトン体濃度の増加が起こるからである（ケトアシドーシス）。		

## 構造

アセト酢酸

ベータヒドロキシ酪酸

アセトン

### ケトン塩

β-ヒドロキシ酪酸

### その他のケトンエステル

β-ヒドロキシ酪酸エステル

## 生理的ケトーシスを誘導する食品
1. ケトン食[18]
2. 糖質制限食[19]
3. ケトン供与体[20]

3-1. ケトン体のナトリウム塩
3-2. ケトンエステル
3-3. ポリヒドロキシ酪酸

## 生理的ケトーシスを誘導する医薬品
1. ナトリウム・グルコース共役輸送体（sodium glucose cotransporter）2阻害剤（SGLT2阻害剤）　SGLT2阻害剤は腎臓におけるブドウ糖の再吸収を抑制するため、糖質制限と同じ生理的な効果が発現する[信頼性要検証][23][24][25]。